# Уэй, Майки
Майки Уэй (англ. Mikey Way, родился 10 сентября 1980) — бас-гитарист группы My Chemical Romance

## Биография
Майкл Джеймс Уэй (англ. Michael James Way) родился, 10 сентября 1980 в Ньюарке, Нью-Джерси. Он — младший брат Джерарда Уэя (то есть также наполовину шотландец/итальянец). Вдобавок к этому, имеет родственные отношения и с Джо Роганом, прежним членом News Radio (Джо — сын кузена матери Майки).
Повзрослев, Майки начал работать на Barnes & Noble, в дополнение к тому, что и так уже был интерном в Eyeball Records (компании, которая выпустила дебютный альбом My Chemical Romance «I Brought You My Bullets, You Brought Me Your Love» в 2002). Первый концерт, на который он пошёл, был концертом Smashing Pumpkins, фанатом которых он является.
Майки — басист в группе. Он бросил колледж и научился играть на бас-гитаре лишь ради того, чтобы быть в группе брата. Он был также ответственен за название группы, которое исходило из романа Ирвина Уэлша «Three Tales of Chemical Romance». Его с Джерардом бабушка — Хелена Ли Раш — купила им их первый фургон для тура.

Майки: Как-то раз я был на работе и кто-то оставил книгу Ирвина Уэлша, мы взяли название «Chemical romance» и просто добавили «My», вот и все.

Джерард: Когда Майки придумал название, его даже не было в группе, ну и мы такие: нам необходимо это название, чувак!

Рэй: вот таким образом Майки попал к нам в группу. Мы взяли его из-за этого названия. Хаха, нет-нет, конечно, он охренительный бас-гитарист.

Джерард: он выучился играть на басу.

Рэй: за каких-то чертовых 6 месяцев.

Майки близорук.
У него было повреждение печени, несколько сломанных пальцев на ноге и множество дыхательных инфекций.
Майк носил очки, но это изменилось в мае 2006, когда он сделал лазерную операцию на глазах, которая исправила его близорукость. Теперь он больше не носит очки.

Майки: Как-то раз я пытался бросить пить кофе, и у меня потом целый день болела голова.

Sweet Little Dude — его коронная фраза.

Джерард: Когда он был маленьким, он был таким толстым. А сейчас совсем ничего не ест.

Майки: Но я все-таки ем!

Майки был женат на Алисии Симмонс. Свадьба состоялась в 2007 году. Симмонс — бас-гитаристка в From First to Last в статусе Live с 2005. Недавно Майки и Алисия сделали татуировки на своих запястьях. Татуировки имеют форму сердца с испусканием языков пламени от него; вокруг пламени надпись «FOREVER».

## Дискография
- I Brought You My Bullets, You Brought Me Your Love (2002)
- Three Cheers for Sweet Revenge (2004)
- The Black Parade (2006)
- Danger Days: True Lives Of The Fabulous Killjoys (2010)